# Blaesoxipha subamericana
Blaesoxipha subamericana är en tvåvingeart som beskrevs av Boris Borisovitsch Rohdendorf 1932. Blaesoxipha subamericana ingår i släktet Blaesoxipha och familjen köttflugor.
Artens utbredningsområde är Kazakstan. Inga underarter finns listade i Catalogue of Life.